# 小山鉄郎
小山 鉄郎（こやま てつろう、1949年５月３日 - ）は日本のジャーナリスト。元共同通信社編集委員兼論説委員。日本記者クラブ賞受賞。

## 人物・経歴
群馬県伊勢崎市出身。一橋大学経済学部を卒業し、1973年共同通信社に入社。社会部、川崎支局、横浜支局、社会部などを経て、1984年から文化部。2024年11月まで共同通信社編集委員兼論説委員を務める。
この間、2009年まで文字文化研究所理事を務めたほか、白川静の漢字学や村上春樹についての著作活動も行う。村上春樹に対しての単独インタビューを重ねたことや白川静の漢字学のわかりやすい解説などで文芸ジャーナリズムの可能性を切り開いたとして、2013年度の日本記者クラブ賞を受賞。

## 著書
- 『文学者追跡 1990年1月～1992年3月』文藝春秋 1992
- 『白川静さんに学ぶ 漢字は楽しい』共同通信社 2006、新潮文庫 2009。ISBN 978-4101298917
- 『白川静さんに学ぶ 漢字は怖い』共同通信社 2007、新潮文庫 2012
- 『白川静さんと遊ぶ 漢字百熟語』PHP新書 2009
- 『村上春樹を読みつくす』講談社現代新書 2010
- 『白川静 文字学入門 なるほど漢字物語』共同通信社 2012
- 『空想読解 なるほど、村上春樹』共同通信社 2012
- 『あのとき、文学があった－「文学者追跡」完全版』論創社 2013
- 『大変を生きる　日本の災害と文学』作品社 2015
- 『白川静入門　真・狂・遊』平凡社新書 2016
- 『白川静さんに学ぶ　これが日本語』論創社 2019
- 『村上春樹の動物誌』早稲田新書 2020
- 『白川静さんに学ぶ 漢字がわかる コロナ時代の二字熟語』論創社 2021
- 『村上春樹クロニクル BOOK 1 2011〜2016』春陽堂書店　2022
- 『村上春樹クロニクル BOOK 2 2016〜2021』春陽堂書店　2022
- 『白川静さんに学ぶ　漢字の秘密まるわかり』論創社 2024

### 共著
- 『白川静さんに学ぶ 漢字絵本 足の巻』監修 はまむらゆう文・絵・古代文字　論創社 2011
- 『村上春樹を読む午後』湯川豊共著　文藝春秋 2014
- 『文学はおいしい。』ハルノ宵子画　作品社 2018